# Gazi
Gazi (en grec, Γάζι) és un poble del municipi de Malevizi situada a l'illa de Creta a l'estat de Grècia. Pertany a la unitat perifèrica d'Iràklio. L'any 2011 el poble tenia 12.606 habitants i el municipi en tenia 19.221.

## Arqueologia

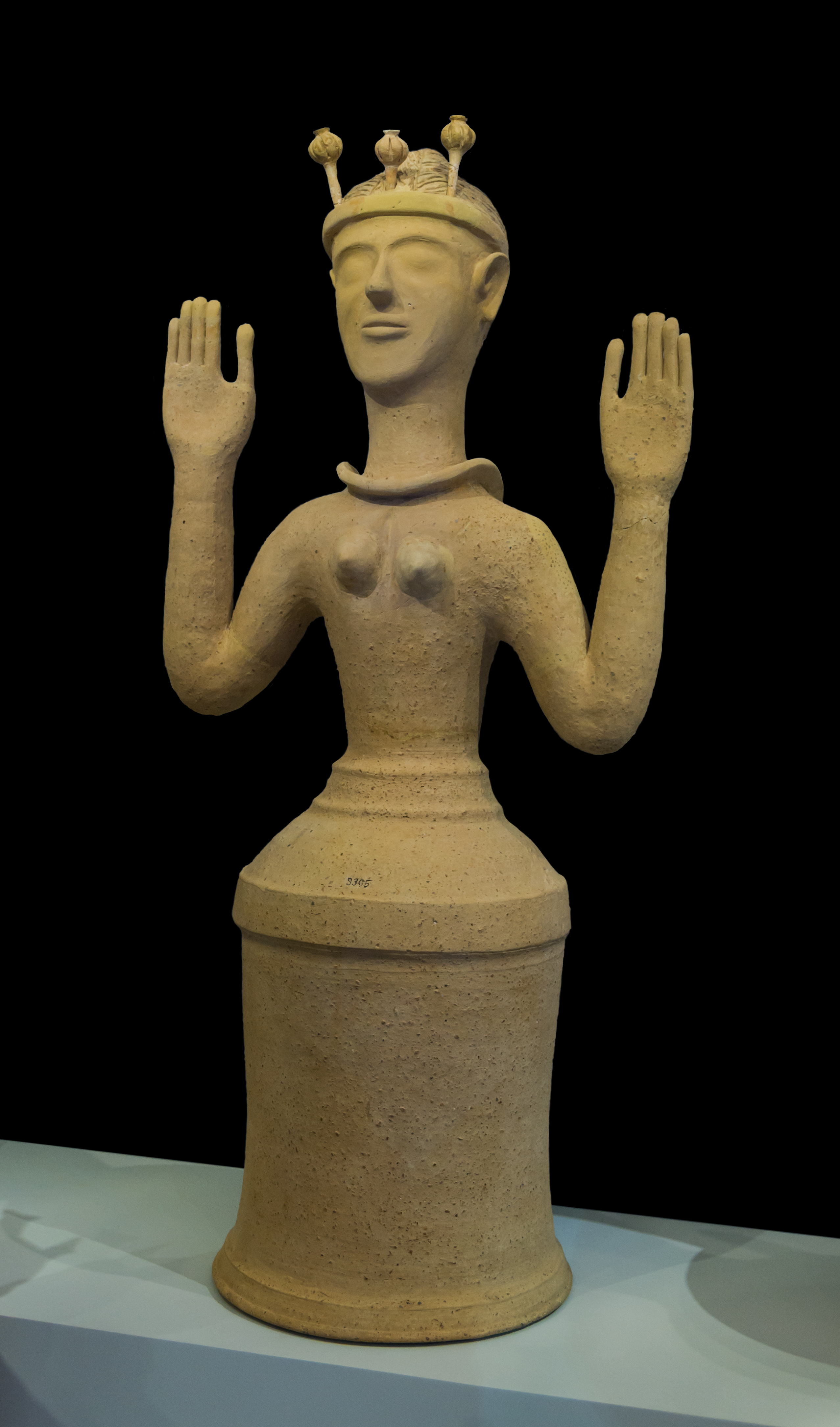
Figureta minoica trobada a Gazi, Museu Arqueològic de Càndia

En aquesta localitat s'han trobat restes d'un edifici minoic que probablement era un santuari i que estigué en ús en el període minoic tardà. L'edifici constava només d'una habitació, encara que és possible que formara part d'un altre edifici major.
S'hi han trobat diversos objectes directament sobre el paviment, entre els quals figura una taula d'ofrenes de terracota, dos «vasos de serps» i alguns recipients, però sobretot destaquen diverses figuretes femenines amb faldilles cilíndriques i braços alçats en postura ritual i també una estalagmita que s'ha relacionat amb troballes de l'àrea de culte de Cnossos.